# Leszek Świętochowski
Leszek Jan Świętochowski (ur. 1 stycznia 1955 w Lipniaku) – polski polityk, samorządowiec i rolnik. Poseł na Sejm III i IV kadencji, w latach 2012–2015 prezes Agencji Nieruchomości Rolnych, od 2025 prezes Krajowej Grupy Spożywczej.

## Życiorys
Ukończył studia na Wydziale Ekonomiczno-Rolniczym Szkoły Głównej Gospodarstwa Wiejskiego. Od 1980 prowadzi indywidualne gospodarstwo rolne. W drugiej połowie lat 80. pracował jako nauczyciel w szkole podstawowej, w latach 1990–2001 pełnił funkcję wójta gminy Stanin, a od 1998 do 2001 także radnego sejmiku lubelskiego.
W 2001 przez kilka miesięcy wykonywał mandat posła III kadencji. Zasiadał także w Sejmie IV kadencji (2001–2005); został wybrany z listy Polskiego Stronnictwa Ludowego w okręgu lubelskim. W 2005, 2007, 2011 i 2015 z ramienia PSL ponownie kandydował w wyborach parlamentarnych. W 2004 i 2009 bez powodzenia startował do Parlamentu Europejskiego. W 2006, 2010, 2014 i 2018 był wybierany na radnego powiatu łukowskiego. W 2023 startował na posła z ramienia współtworzonej przez ludowców Trzeciej Drogi. W 2024 nie kandydował ponownie wyborach samorządowych.
W 2008 został dyrektorem lubelskiego oddziału terenowego Agencji Nieruchomości Rolnych, a w lutym 2012 prezesem całej agencji. W listopadzie 2015 odwołano go z tego stanowiska. W 2024 objął stanowisko prezesa Stadniny Koni Janów Podlaski. W 2025 powołany do zarządu Krajowej Grupy Spożywczej, powierzono mu funkcję pełniącego obowiązki prezesa KGS. Później w tym samym roku został prezesem KGS.